# 최규백
최규백(崔圭伯, 1994년 1월 23일 ~ )은 대한민국의 축구 선수로 포지션은 센터백이며 현재 K리그1 수원 FC 소속이다.

## 클럽 경력
2016 시즌을 앞두고, 자유선발을 통해 전북 현대 모터스에 입단하였다. 그 후, 3월 16일 AFC 챔피언스리그 빈즈엉전에서 데뷔전을 치렀으며, 2016 시즌 동안 리그 15경기 출전해 1골을 기록하는 등 전북의 리그 준우승과 ACL 우승에 견인하였다. 12월 14일 김창수, 이종호와 함께 울산 현대로 트레이드 되었다.
2017년 7월 12일에 대구와의 경기에서 울산 이적 후, 첫 경기에 선발 출전하였으나, 26분에 상대 공격수를 저지하는 과정에서 비디오 판독으로 인하여 이른 시간에 퇴장 당했다.
2018년 2월 1일, J1리그의 V-파렌 나가사키로의 이적이 발표되었다.
2019 시즌 여름 이적시장에서 제주 유나이티드로 임대 이적했다.
2020 시즌을 앞두고 K리그2의 수원 FC로 이적했다.
2021 시즌을 앞두고 충남 아산으로 이적했다. 2022 시즌을 앞두고, 재계약을 체결하였다.
2023 시즌 대전 코레일로 이적 하였다.
2024 시즌 4년 만에 수원 FC로 복귀하였다.
29라운드 강원 FC 원정경기에서 95분 정승원의 크로스를 받아 헤딩골로 극장 동점골을 달성하고 경기의 영웅이 됐다. 팀은 2:2 무승부를 거두었다. 2025 시즌 14라운드 대전 하나 시티즌 경기에 선발 출전하여 좋은 수비력을 보여줬고 후반 37분 프리킥 상황에서 헤더 선제골을 기록하며 팀의 3대0 대승에 기여했다. 14라운드 베스트11 선수에 선정됐다.

## 국가대표 경력
2016년 6월 27일 발표된 리우 올림픽 출전 U-23 대표팀 최종 명단에 포함되었다.

## 수상

### 클럽
전북 현대 모터스
- AFC 챔피언스리그 : 우승(2016)

울산 현대
- FA컵 : 우승(2017)

## 그 외
2017년 5월 25일에는 김도훈 감독과 김용대, 김인성, 김승준, 박용우, 정승현 등 울산 현대 선수들과 함께 피파온라인3의 신규모드 3vs3 롤플레이 모드 시연과 직접 게임하는 광고 영상을 촬영하였다.